# گمینا دراوسکو
گمینا دراوسکو (به لهستانی:  Gmina Drawsko) یک گمینا در لهستان است که در شهرستان چارنکوو-تژچیانکا واقع شده‌است. گمینا دراوسکو ۱۶۲٫۹۵ کیلومتر مربع مساحت و ۵٬۹۱۴ نفر جمعیت دارد.